# والتر بور
والتر بور (بالألمانية: Walter Bor)‏ هو مهندس معماري نمساوي، ولد في 14 أكتوبر 1916 في فيينا في النمسا، وتوفي في 4 أكتوبر 1999.